# Theaterakademie Sachsen
Die Theaterakademie Sachsen (früher: Akademie der Darstellenden Künste Delitzsch oder AdDK) ist eine seit 2007 staatlich genehmigte, private Berufsfachschule in Delitzsch. Angeboten wird eine interdisziplinäre Ausbildung zum Schauspieler und Musicaldarsteller.

## Geschichte

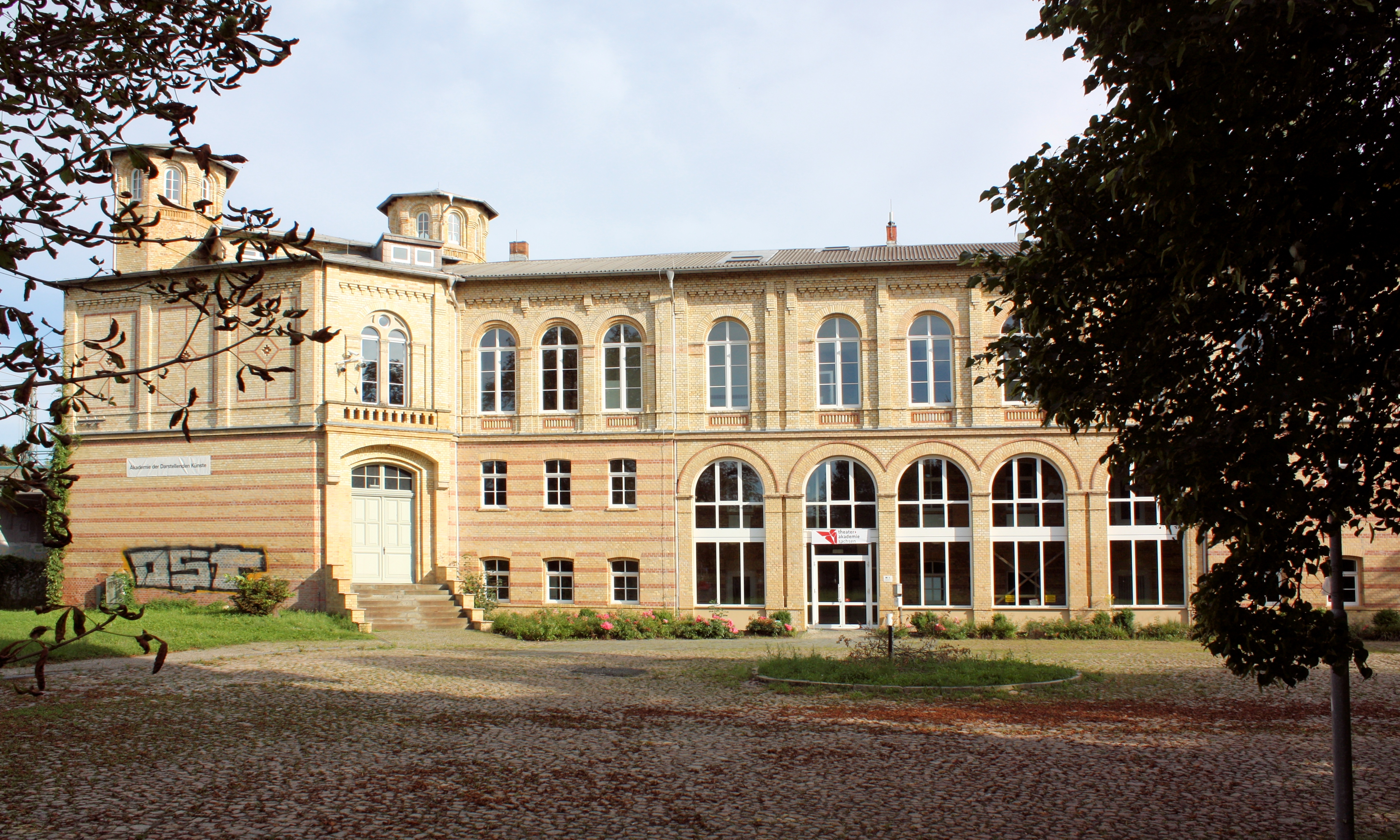
Theaterakademie Sachsen

Die Akademie wurde 2007 in Delitzsch gegründet. Sitz der Akademie ist das ehemalige Gebäude des ehemaligen Oberen Bahnhofes Delitzsch. Das im typischen Gründerzeitstil gestaltete Gebäude wurde von Januar bis Juli 2007  für circa 1,2 Millionen Euro von Grund auf restauriert. Der Studienbetrieb wurde am 28. März 2008 wurde zum Beginn des Wintersemesters aufgenommen.
Das Akademiegebäude verfügt auf über 1.400 Quadratmeter unter anderem über drei Theaterprobebühnen, Sprech-, Gesangs- und Seminarräume, zwei Tanzsäle, einem Auditorium für Vorspiele und Aufführungen, Requisiten- und Kostümfundus sowie eine kleine Fachbibliothek,
Seit 2012 ist die Theaterakademie neben den Theaterhochschulen in Berlin der einzige Ausbilder für Musicaldarsteller in den neuen Bundesländern. Im März 2013 erfolgte die Umbenennung von zuvor Akademie der Darstellenden Künste Delitzsch nach Theaterakademie Sachsen.

## Abschlüsse
- Darsteller für dramatische Bühnenkunst (Schauspiel), 6 Semester
- Darsteller für dramatische Bühnenkunst (Musical), 6 Semester